# Бишкази
Бишкази́ (баш. Бишкәзә, тат. Бишкәҗә) — село в Чишминском районе Республики Башкортостан России. Входит в состав Дмитриевского сельсовета.

## География

### Географическое положение
Расстояние до:
- районного центра (Чишмы): 30 км,
- центра сельсовета (Дмитриевка): 5 км,
- ближайшей ж/д станции (Чишмы): 30 км.

## Население
| 2002 | 2009 | 2010 |
| ---- | ---- | ---- |
| 373  | ↗380 | ↘285 |

### Национальный состав
Согласно переписи 2002 года, преобладающая национальность — татары (85 %).

## Улицы
| - ул. Верхняя, - ул. Заречная, - пер. Лесной, - ул. Молодёжная, | - ул. Новая, - ул. Полевая, - ул. Центральная. |